# 石坮站
石坮站（：／ Seokdae yeok */?）是釜山地鐵4號線沿線的一座高架車站，位於韓國釜山廣域市海雲臺區石坮洞。

## 車站結構
站體為1面2線島式月台的高架車站，候車月台設有月台幕門，並有2處出口。

### 月台配置
| 盤如農產品市場 ↑ |
| 下 上 \|         |
| ↓ 靈山大學       |

| 月台 | 路線               | 目的地                                 |
| ---- | ------------------ | -------------------------------------- |
| 上行 | ●釜山都市铁道4号线 | 盤如農產品市場、忠烈祠、東萊、美南方向 |
| 下行 | ●釜山都市铁道4号线 | 靈山大學、上盤松、古村、安平方向       |

## 歷史
- 2011年3月30日：落成啟用。

## 車站周邊
- 盤石橋
- 海雲臺區資源再利用中心

## 圖片

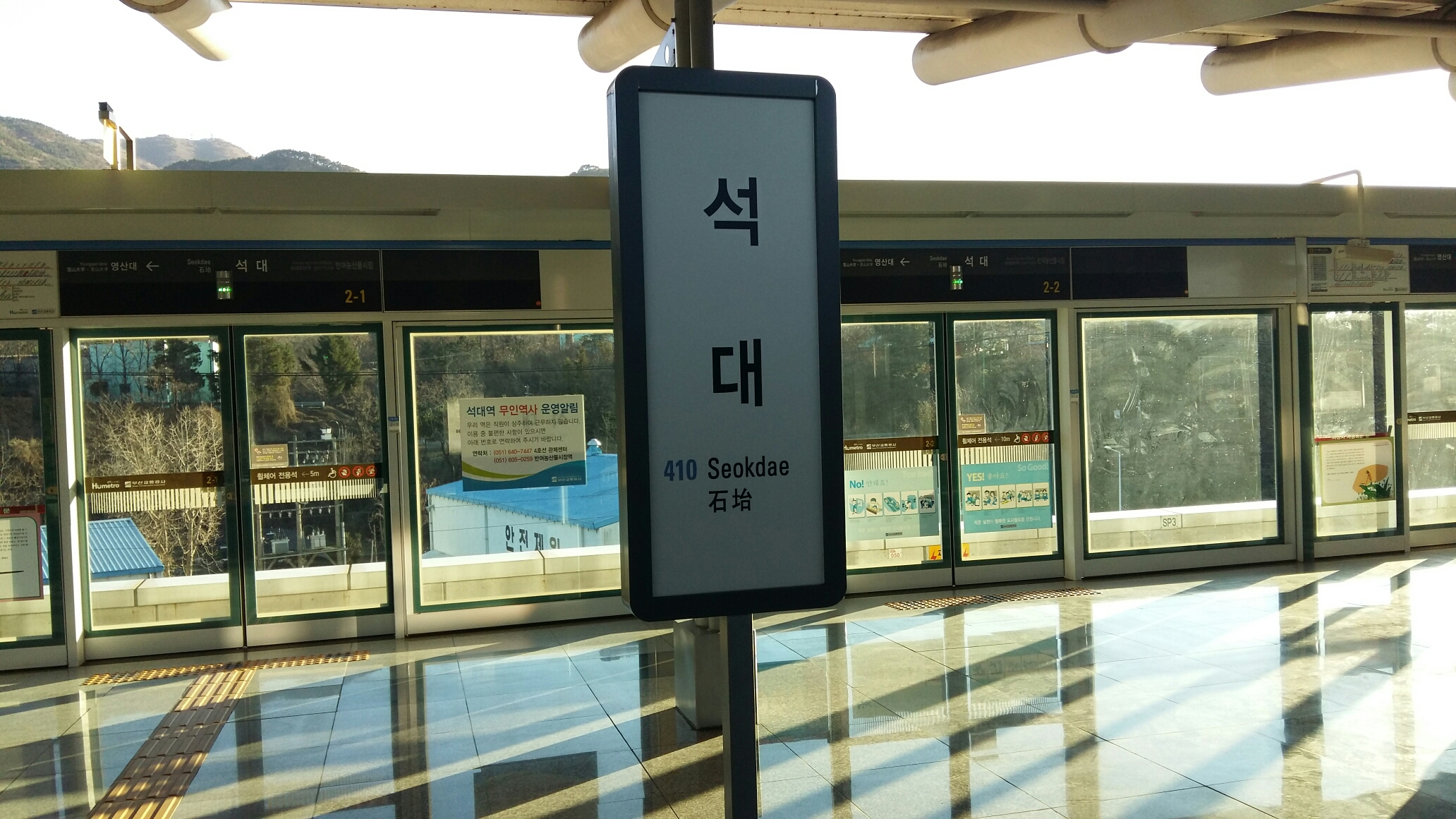
站牌
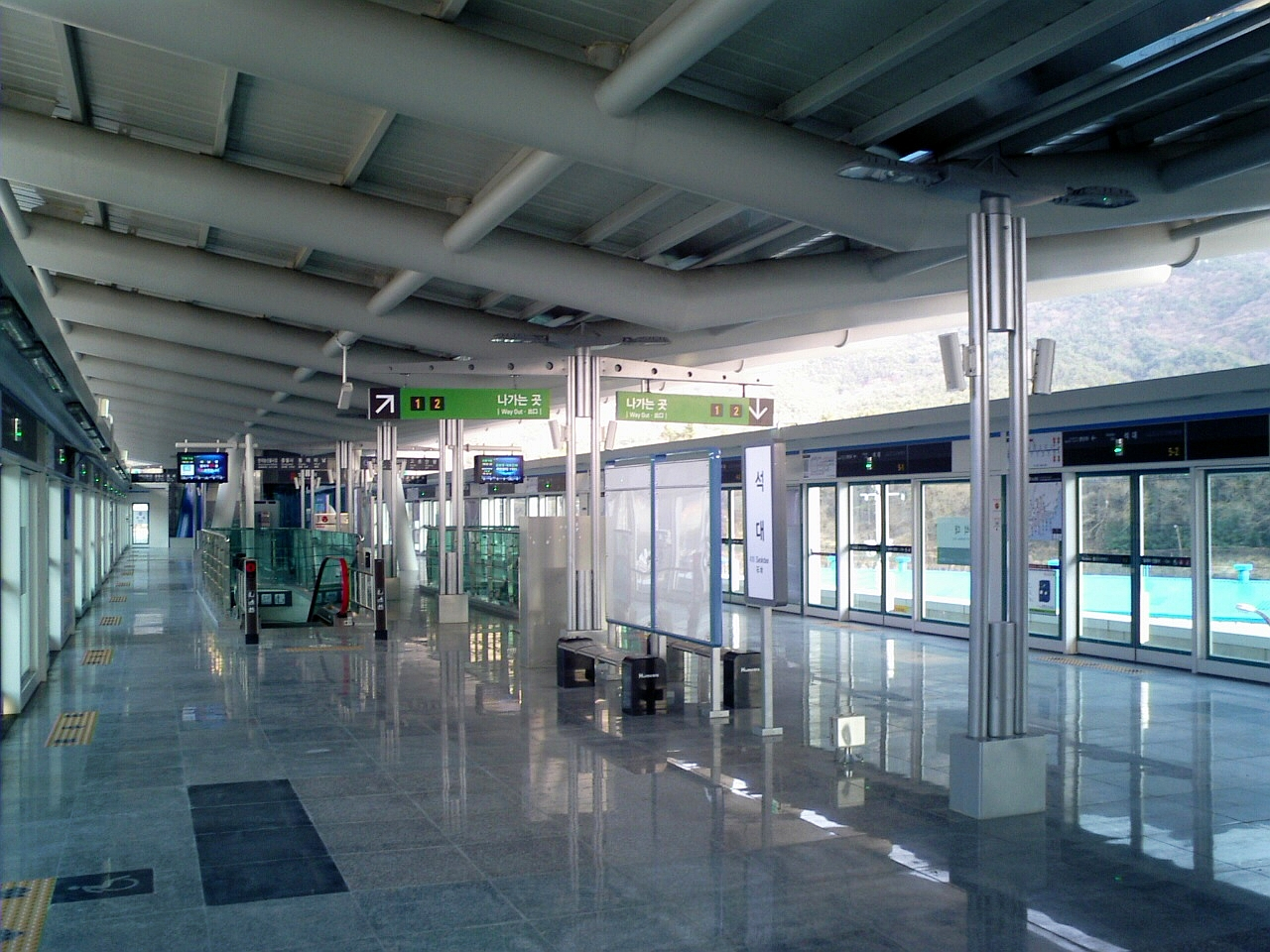
候車月台
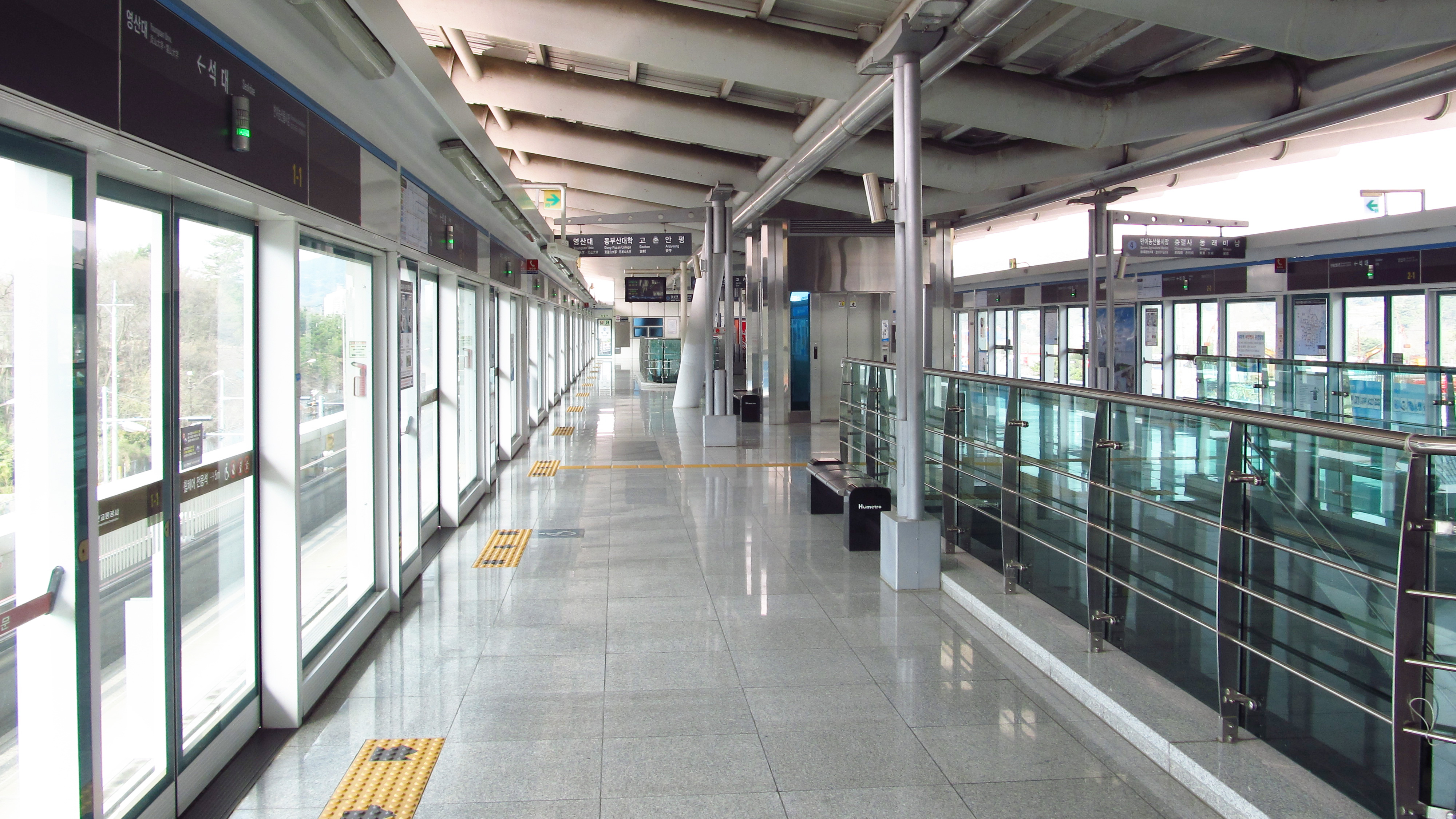
候車月台

## 相鄰車站
釜山交通公社
●釜山都市铁道4号线
盤如農產品市場（409）－石坮（410）－靈山大學（411）